# Finanzas estructuradas
La expresión finanzas estructuradas hace referencia de modo amplio y en ocasiones nebuloso al sector de las finanzas que fue creado para ayudar a proveer con mayor liquidez o fuentes de financiación a mercados como el inmobiliario, así como para transferir el riesgo. La transferencia de liquidez y riesgo se consiguen en las finanzas estructuradas a través de la titulización de varios activos financieros (por ejemplo, una hipoteca, las deudas asociadas a una tarjeta de crédito o un préstamo para la compra de un automóvil), lo que ha contribuido a abrir nuevas fuentes de financiación para consumidores y empresarios. Un ejemplo común de los instrumentos creados mediante la estructuración son las obligaciones colateralizadas con deuda (en inglés, collateralized debt obligations o CDOs) y los valores respaldados por activos (en inglés, asset-backed securities o ABS). La estructura legal de estos instrumentos puede ser muy sencilla, o enormemente compleja. 